# Бегунец
Бегунец (на албански: Begjunec или Begjuneci) е село в Република Албания, община Дебър (Дибър), административна област Дебър.

## География
Селото е разположено в историкогеографската област Долни Дебър в западното подножие на планината Дешат.

## История
След Балканската война в 1913 година селото попада в новосъздадена Албания.
До 2015 година селото е част от община Мелан.